# Pont-de-Chéruy
Pont-de-Chéruy è un comune francese di 5 029 abitanti situato nel dipartimento dell'Isère della regione dell'Alvernia-Rodano-Alpi.

## Amministrazione

### Gemellaggi
Pont-de-Chéruy è gemellata con:
- Livorno Ferraris (Italia)

## Società

### Evoluzione demografica
Abitanti censiti

## Galleria d'immagini

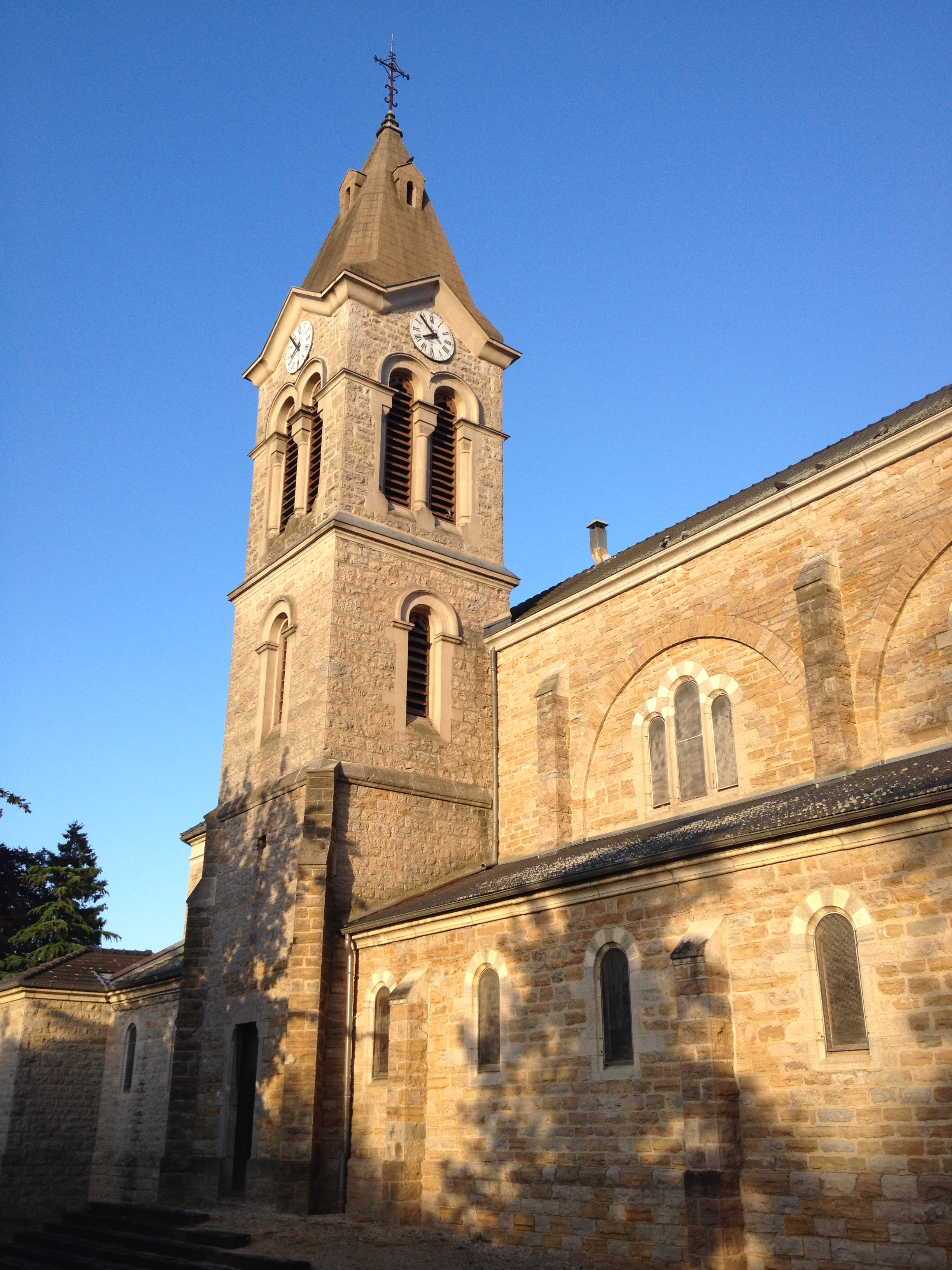
Chiesa
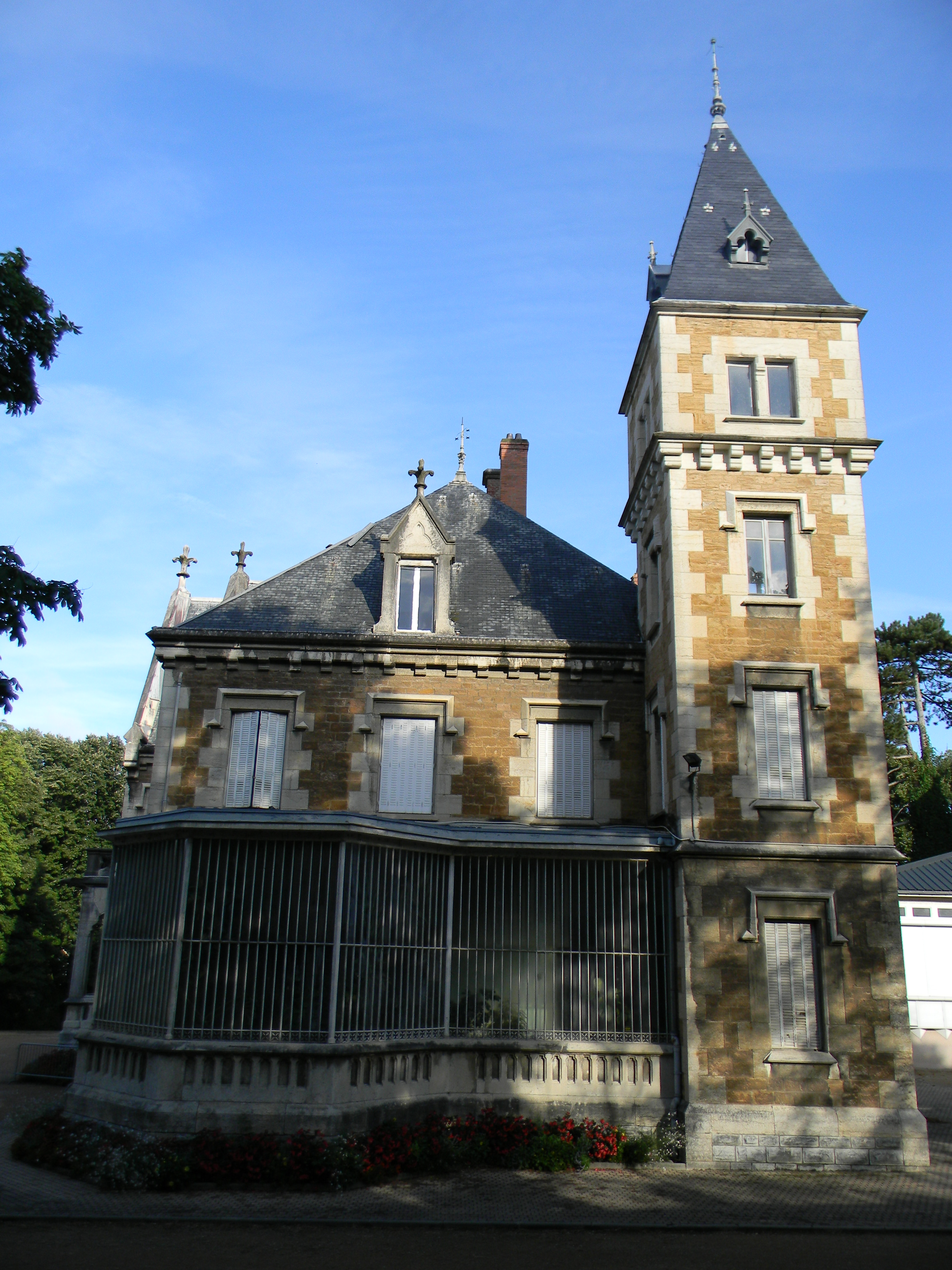
Castello di Grammont